# جيمي هولمز (لاعب كرة قدم)
جيمي هولمز (بالإنجليزية: Jimmy Holmes)‏ (11 نوفمبر 1953 بدبلن في جمهورية أيرلندا - ) هو لاعب كرة قدم أيرلندي في مركزي الظهير والدفاع. شارك مع منتخب جمهورية أيرلندا لكرة القدم. أما مع النوادي، فقد لعب مع توتنهام هوتسبير وفانكوفر وايتكابس وكوفنتري سيتي وليستر سيتي ونادي برينتفورد ونادي بيتربورو يونايتد ونادي توركي يونايتد وفانكوفر وايتكابس ونونيتون بورو ‏ وBedworth United F.C. ‏ وHitchin Town F.C. ‏ وLeicester United F.C. ‏.

## وصلات خارجية
- جيمي هولمز على موقع قاعدة بيانات كرة القدم.إي يو (الإنجليزية)
- جيمي هولمز على موقع ناشيونال فوتبول تيمز (الإنجليزية)
- جيمي هولمز على موقع عالم كرة القدم.نت (الإنجليزية)